# Bandeira do Distrito Federal (Brasil)
A bandeira do Distrito Federal, juntamente com o hino e o brasão, constituem os símbolos oficiais do Distrito Federal brasileiro.

## História
A atual bandeira foi uma criação do poeta e heraldista  Guilherme de Almeida e foi oficializada pelo Decreto nº 1090, de 25 de agosto de 1969.

## Descrição vexilológica
A bandeira é composta pela Cruz de Brasília, ao centro, simboliza a herança indígena e a força que emana do centro em todas as direções. O branco representa a paz e o verde representa as matas da região. A faixa governamental do Distrito Federal tem seu feitio baseado na bandeira no Brasil, o brasão significa a cruz do Monte Vera Cruz.

## Bandeira anterior
A antiga bandeira do Distrito Federal, que vigorou até 1969, era composta de um quadrilátero bicolor, azul e branco, tendo sobreposto no entremeio das cores um retângulo em verde e amarelo ostentando uma figura branca em formato de um pilotis/coluna do  Palácio da Alvorada.

Antiga bandeira do Distrito Federal (até 1969).
Bandeira-insígnia do governador do Distrito Federal.